# Hylaeus fedorica
Hylaeus fedorica är en biart som först beskrevs av Cockerell 1909.  Hylaeus fedorica ingår i släktet citronbin, och familjen korttungebin. Inga underarter finns listade i Catalogue of Life.